# Stor aspsmalpraktbagge
Stor aspsmalpraktbagge (Agrilus populneus) är en skalbaggsart som beskrevs av Schaefer 1946. Stor aspsmalpraktbagge ingår i släktet Agrilus, och familjen praktbaggar. Arten är reproducerande i Sverige.